# Carl Rittmann

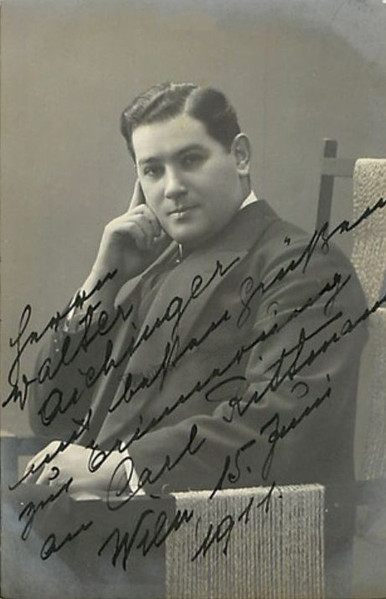
Am 15. Juni 1911 in Wien von Rittmann signierte Fotografie mit einem Selbstbildnis des Künstlers und handschriftlichen Grüßen an Walter Aichinger

Carl Rittmann oder Karl Rittmann (geboren 19. Januar 1877 in Podgórze bei Krakau; gestorben 4. November 1944 in London) war ein österreichischer, k.k. Hofopernsänger in der Stimmlage Bariton. Seine Stimme hat sich auf zahlreichen Schellack- und anderen Schallplatten verschiedener Firmen erhalten, darunter The Gramophone & Typewriter (G & T), His Master’s Voice (HMV), Favorite Record, Anker, Odeon, Dacapo, Zonophone, Janus sowie – ab 1909 – auf Platten von Pathé.

## Leben und Werk
Nach einer Gesangsausbildung hatte Rittmann sein Bühnendebüt am Stadttheater Beuthen, wo er von 1902 bis 1904 engagiert war. Danach setzte er sein Gesangsstudium fort, um dann von 1906 bis 1908 auf den Schweizer Bühnen Bern aufzutreten.

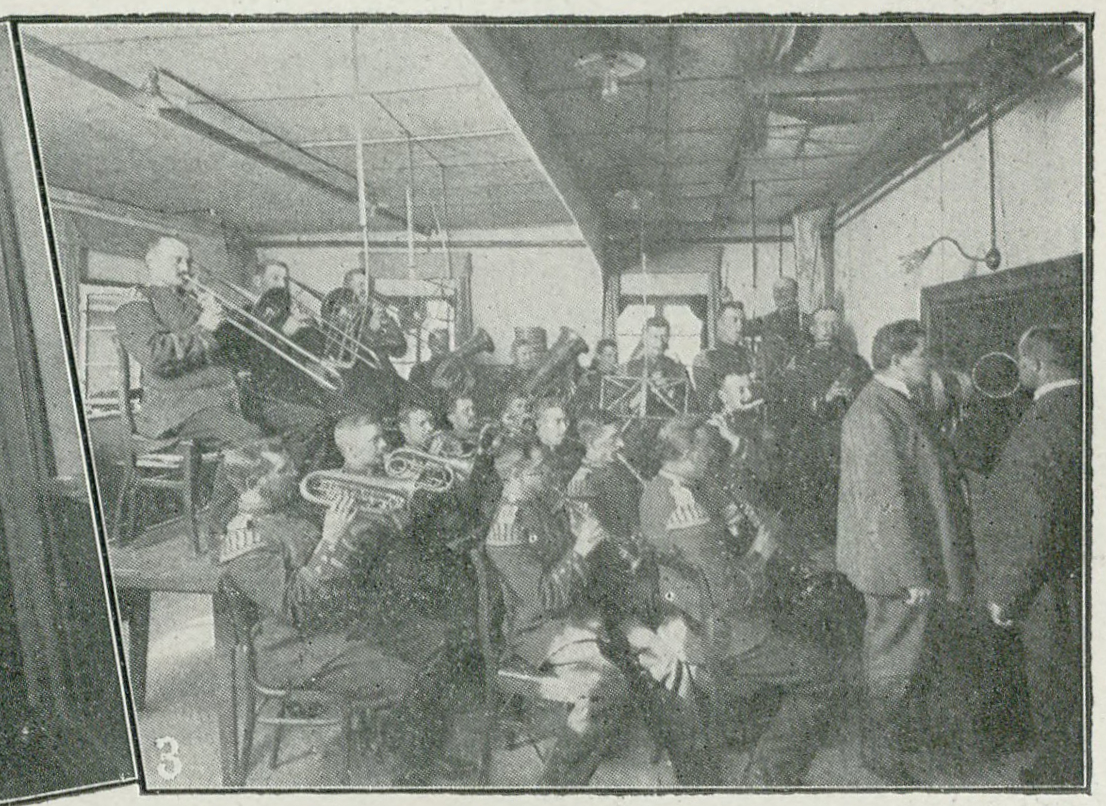
1908: Tonaufnahme im Tonstudio der Schallplattenfirma Favorite Record in Linden bei Hannover mit Rittmann, Kapellmeister Hanns Niedecken-Gebhard und dem Blasorchester des Infanterie-Regiments Nr. 73

Aus der Zeit um 1908 hat sich in der Phonographischen Zeitschrift der Rasterdruck einer zeitgenössischen Fotografie erhalten, die Rittmann bei einer Tonaufnahme mit dem unter Leitung des Kapellmeisters Hanns Niedecken-Gebhard spielenden Blasorchesters des Infanterie-Regiments Nr. 73 im „Tonstudio“ der Schallplattenfirma Favorite Record zeigt.

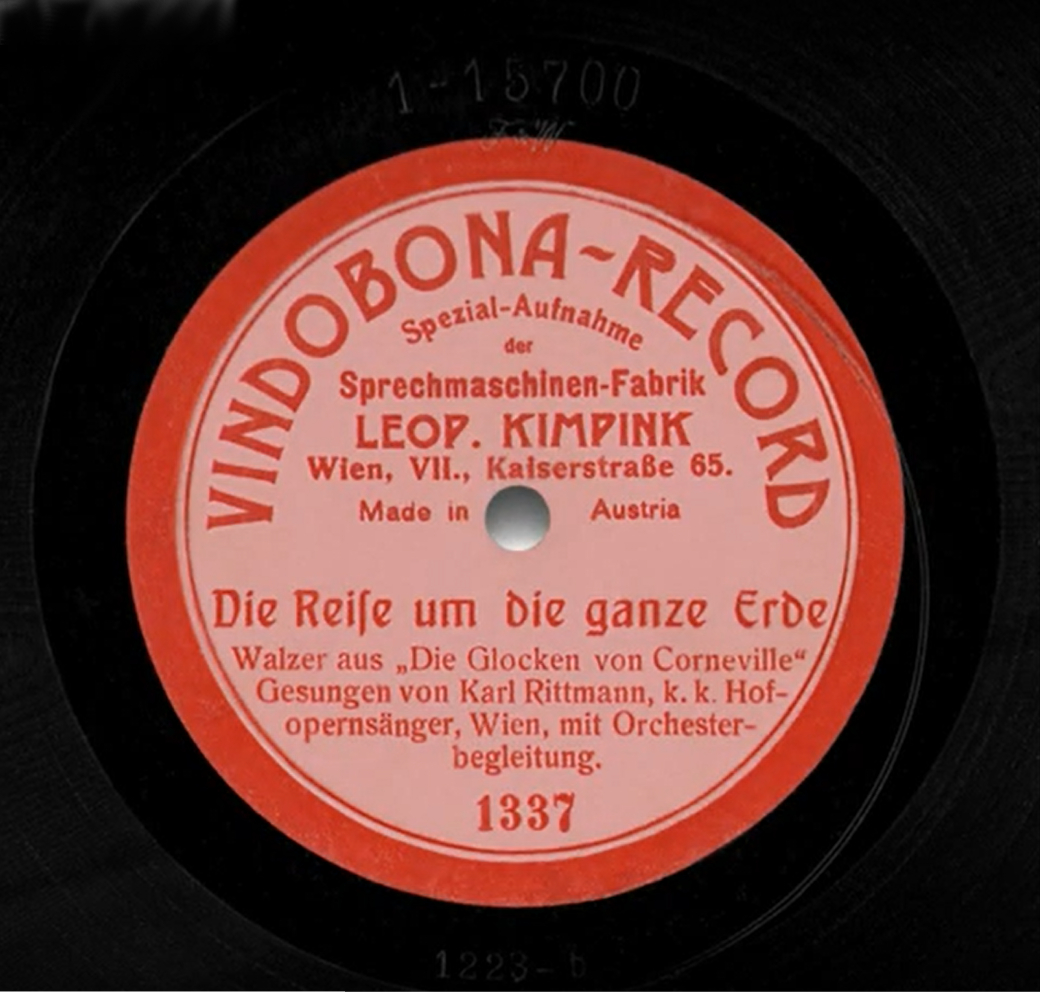
Label zum Walzer mit Orchester „Die Reise um die ganze Erde“, Aufnahme Vindobona-Record der Sprechmaschinen-Fabrik Leopold Kimpink

Während seines Engagements ab 1908 in Bremen am dortigen Stadttheater gab er 1910 ein Gastspiel an der Wiener Hofoper, die ihn ab demselben Jahr bis 1925 unter Vertrag hielt. Dort sang er eine Vielzahl von Partien in lyrischen, dramatischen und Charakterrollen, darunter
- in den Opern von Albert Lortzing
  - Graf Eberbach in Der Wildschütz;[1]
  - den Zaren in Zar und Zimmermann;[1]
- den Valentin in der Oper Faust von Charles Gounod;[1]
- den Papageno in der Zauberflöte von Mozart;[1]
- in Richard Wagners Opern
  - den Wolfram im Tannhäuser;[1]
  - im Rheingold
    - den Donner;[1]
    - den Wotan[1]

  - Hans Sachs in den Meistersingern[1]
- den Titelhelden in Hans Heiling von Heinrich Marschner;[1]
- den Sharpless in Madama Butterfly von Giacomo Puccini;[1]
- den Nelusco in der L’Africaine von Giacomo Meyerbeer[1]
- und den Escarmillo in der Carmen von Georges Bizet.[1]

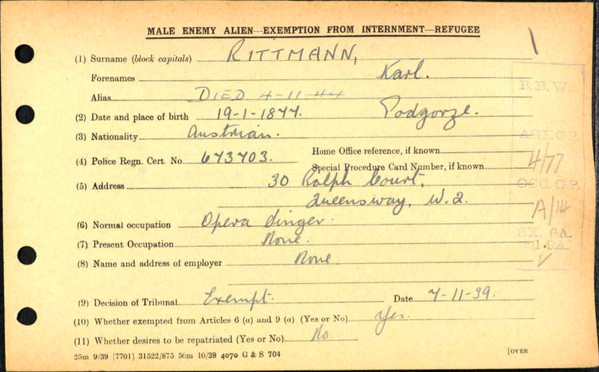
„Flüchtlingsausweis“, Karte zur Befreiung von der Internierung für feindliche Ausländer im Vereinigten Königreich; ausgestellt nach Entscheidung des britischen Tribunals vom 7. November 1939

Noch Anfang der 1930er Jahre lebte Rittmann in Wien, galt in Deutschland aber spätestens vor 1942 als „mit Sicherheit bereits verstorben.“